# CarX Highway Racing
CarX Highway Racing — гоночная компьютерная игра, разработанная и изданная российской компанией CarX Technologies. Релиз игры состоялся 11 июля 2017 года для iOS, 26 июля 2017 года для Android и 14 марта 2024 года для Nintendo Switch. CarX Highway Racing входит в топ-50 самых кассовых гоночных мобильных игр в мире в 2023 году по данным аналитического сервиса AppMagic.

## Игровой процесс
В CarX Highway Racing игрокам доступно множество игровых режимов, событий и сюжетная кампания, состоящая из 16 глав. Игрокам доступны 40 автомобилей, от маслкаров до современных суперкаров. Каждый автомобиль можно улучшать и настраивать в гараже, меняя его внешний вид и характеристики. Возможность тюнинга включает в себя замену двигателей, трансмиссий, шин и других компонентов, а также установку визуальных модификаций, таких как обвесы, спойлеры.
Режимы заездов:
- «Дуэль» — гонка, в которой игроку необходимо обогнать соперника и прийти первым к финишу.
- «Нокаут» — гонка, в которой выбывает по одному гонщику после прохождения определённого чекпоинта. Цель игрока — финишировать первым.
- «На время» — игроку необходимо доехать до финиша за отведенное время.
- «Чистая езда» — игроку необходимо доехать до финиша за отведенное время, не повредив автомобиль.
- «Свободная езда» — игрок свободно двигается по трассе, он может настроить количество трафика на дороге, изменить частоту поворотов, рельеф местности и наклон дороги.
- «Дальняя поездка» — игроку необходимо проехать от одного чекпоинта до другого, пока не закончился бензин. Чем дальше проедет игрок, тем выше будет его награда.

В CarX Highway Racing можно выбрать один из двух режимов управления. В одном режиме управление автомобилем осуществляется исключительно с помощью нажатий на экран, в то время как в другом режиме используется акселерометр устройства.

## Разработка и релиз
| Иноязычные издания    | Иноязычные издания |
| Издание               | Оценка             |
| --------------------- | ------------------ |
| Nintendo World Report | 5/10               |

Мировой релиз CarX Highway Racing на iOS состоялся 11 июля 2017 года, 26 июля того же года игра стала доступна на Android. 14 марта 2024 года состоялся релиз CarX Highway Racing на Nintendo Switch. Switch версия игры отличается от мобильной отсутствием внутриигровых покупок и весь контент в игре можно разблокировать лишь по мере прохождения сюжетной кампании и миссий.